# Comuna Voloskivți, Mena
Voloskivți (în ucraineană Волосківці) este o comună în raionul Mena, regiunea Cernihiv, Ucraina, formată din satele Stepanivka și Voloskivți (reședința).

## Demografie
Componența lingvistică a comunei Voloskivți
     Ucraineană (97,57%)
     Rusă (2,27%)
     Alte limbi (0,16%)
Conform recensământului din 2001, majoritatea populației comunei Voloskivți era vorbitoare de ucraineană (97,57%), existând în minoritate și vorbitori de rusă (2,27%).